# 山本芳翠

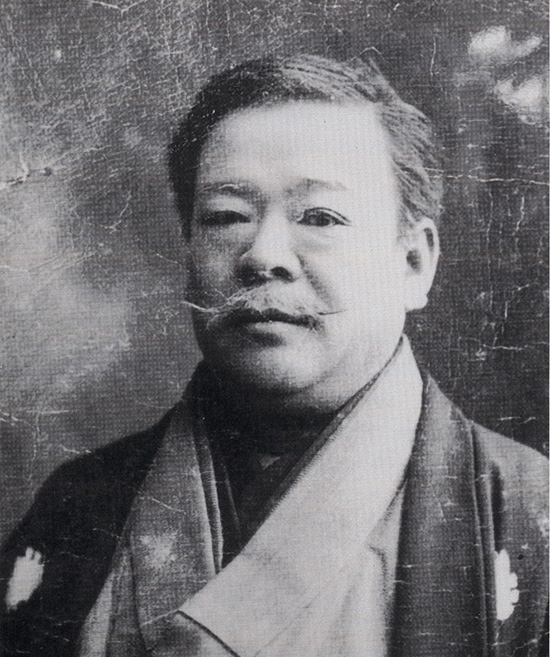
山本芳翠

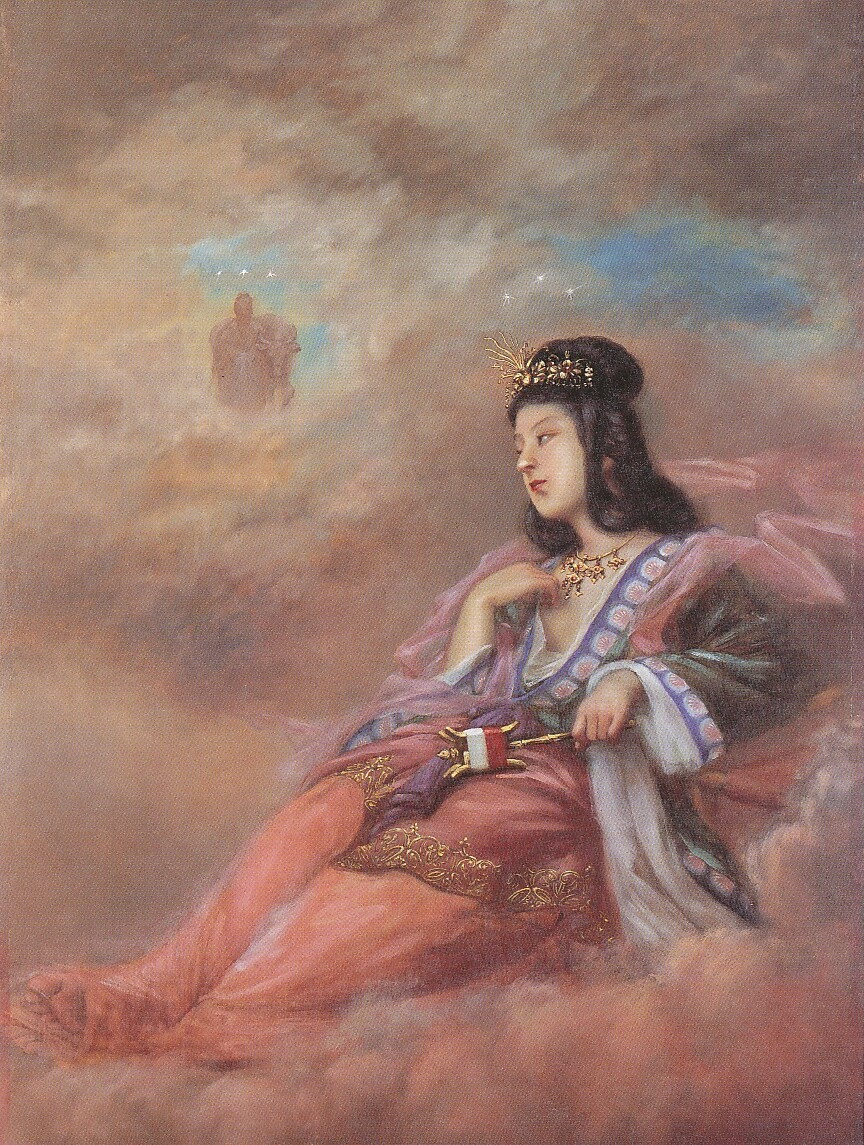
『十二支』のうち『丑「牽牛星」』 1892年（法人蔵）

山本 芳翠（やまもと ほうすい、嘉永3年7月5日（1850年8月12日） - 明治39年（1906年）11月15日）は、明治時代の日本の洋画家、版画家である。

## 人物・来歴
嘉永3年（1850年）、美濃恵那郡明智村野志（現在の岐阜県恵那市）で農業と養蚕を営む山本権八の長男として生まれる。本名は為蔵、為之助、為治（次）郎。
既に10歳頃から絵が好きで、絵を見れば手当たり次第模写したと、後年芳翠は回想している。慶応元年（1865年）15歳の時ふと手にとった『北斎漫画』に啓発されて画家を志す。始めは京都において、小田海僊の門人久保田雪江に南画を学ぶ。そのうち、本当に南宗画を勉強するため中国に行こうと、明治4年（1872年）頃に横浜に出てくる。渡航の世話をしてくれる人はなく困窮していると、初世五姓田芳柳の家の前に飾られていた横浜絵に生きているようだと感心してその門に入り、南画から転向し洋画を学んだ。当時、芳柳の次男・五姓田義松はチャールズ・ワーグマンに絵を習っており、芳翠もこれに同行して西洋画に触れる。1873年（明治6年）末には横浜から東京に移り、1875年（明治8年）頃には津田仙の学農舎に寄留し、肖像画で一家を成すまでになった。
1876年（明治9年）、工部美術学校に入学し、アントニオ・フォンタネージの指導を受けた。翌年退学し、同年の第1回内国勧業博覧会に『勾当内侍月詠図』を出品、花紋賞を受賞し宮内庁買い上げの栄誉を受ける。1878年（明治11年）、かねてより知遇を得ていた津田仙と岸田吟香の斡旋で、パリ万国博覧会の事務局雇としてフランスに留学する。当地のエコール・デ・ボザールでジェロームに絵画技法を学ぶ。芳翠は多芸で料理も上手く、当時の在仏日本人が日本食を食べたくなると、みな芳翠の下宿に行ってご馳走になったという。黒田清輝もそうした一人だったが、芳翠は黒田に画家になるよう強く勧め、法律家志望の黒田を洋画家へ転向させる。
1887年（明治20年）に帰国。その際当時日本海軍がフランスに注文し、日本に回航する予定だった巡洋艦・畝傍に渡欧中に制作した作品が積載された。しかし同艦は南シナ海で原因不明の消失を遂げ、300点とも400点とも言われる作品のすべてが失われてしまった。本人は無事帰国を果たし、版画家合田清とともに画塾「生巧館」を主宰。教え子に湯浅一郎、藤島武二、白滝幾之助、北蓮蔵、広瀬勝平などがいる。1889年（明治22年）、松岡寿、浅井忠、小山正太郎、原田直次郎らと明治美術会の設立にこぎつけた。芳翠はほぼ毎回、この展覧会に出品している。
しかし、本人にとっては黒田清輝までの繋ぎのつもりだったらしく、「今に黒田が帰ってくる。そうしたら日本の洋画も本物になるでだろう。黒田ならきっとうまく画壇を導いて率いていくよ。この生巧館なんかも黒田にあけ渡して、その塾にしてしまって、俺は万事黒田任せでやって貰うつもりだ。お天道さまが出たら、行燈は要らなくなるよ」と語っていた。1894年（明治27年）に黒田がフランスから帰国すると本当に画塾を黒田に譲り、黒田は画塾を「天真道場」と改めた。生巧館から開放された芳翠は、京都に仏事（仏教）博物館を建て、そこに油彩画による釈迦の生涯を展観して、その入場料で洋画家を志す若者を留学させようと志す。しかし、借金の保証人には死なれ詐欺に遇うなど全くの徒労に終わり、今度は大阪に豊臣秀吉像を建て自らの名を残そうとするが、これも実らなかった。東京に戻った芳翠は、日清戦争に従軍、翌1895年2月に帰国している。1896年（明治29年）明治美術会を脱退し、黒田が結成した白馬会にも参加している。晩年の1903年（明治36年）には、演劇や歌劇における洋風舞台装置の制作を行なった。この年、日本人による最初のオペラ公演となったグルック作曲「オルフェウス」（オルフェオとエウリディーチェ）の上演（ケーベル博士等の指導による）では背景画の一部を担当した。
1906年（明治39年）11月15日、自宅で脳溢血により死去した。満56歳没。法名は松光院芳仙翠翁居士。泉岳寺に葬られた。サイレント映画時代の剣戟映画、トーキーの現代劇で活動した俳優の山本礼三郎は次男である。

## 代表作
| 作品名           | 制作年                      | 技法・素材       | サイズ（縦x横cm） | 所有者                 | 備考 |
| ---------------- | --------------------------- | ---------------- | ----------------- | ---------------------- | --- |
| 福地源一郎の肖像 | 1876年-77年（明治9-10年）頃 | キャンバス・油彩 | 55.0×42.8         | 岐阜県美術館           | |
| 勾当内侍月詠図   | 1877年（明治10年）          |                  |                   | 宮内庁                 | 第一回内国勧業博覧会西洋画部門花紋賞 |
| 天女             | 1878年（明治11年）          |                  |                   | 法人                   | |
| 裸婦             | 1880年（明治13年）頃        | キャンバス・油彩 | 83.0x134.0        | 岐阜県美術館           | 重要文化財。滞仏時の作品。 |
| 若い娘の肖像     | 1880年（明治13年）頃        | キャンバス・油彩 | 61.0x43.7         | 岐阜県美術館           | |
| 西洋婦人像       | 1882年（明治15年）          | 板・油彩         | 41.0x32.9         | 東京芸術大学大学美術館 | 後述 |
| 月下の裸婦       | 1882-86年（明治15-19年）頃  | キャンバス・油彩 | 60.6x80.3         | 愛知県美術館           | |
| 九州・沖縄連作画 | 1888年（明治21年）          | キャンバス・油彩 |                   | 三の丸尚蔵館           | 明治20年11月から12月にかけて伊藤博文首相一行による沖縄巡視旅行に同行したとされる芳翠が描き、伊藤が献上した作品。献上したのは全20面の油彩画（一部パステル画）だが、現在その内8面が三の丸尚蔵館に現存する。芳翠が伊藤に同行したことを示す確実な資料は今のところ確認されていないが、残されたスケッチから同時期に芳翠が沖縄や鹿児島を訪れていたのは間違いない。 |
| 磐梯山破裂之図   | 1888年（明治21年）          | キャンバス・油彩 |                   | 三の丸尚蔵館           | 1888年磐梯山が噴火すると、芳翠は東京朝日新聞の要請で1週間後に現地に赴き、現地でスケッチや写真撮影を行い、それらを元に噴火当時の様子を描いて新聞に掲載した。本図は、その絵を下敷きに描いた油彩画で、同年8月伊藤博文より明治天皇に献上された。 |
| 十二支           | 1892年（明治25年）          |                  |                   | 法人                   | 第4回明治美術会展出品。全12点のうち「卯」と「辰」は現存しない。 |
| 灯を持つ乙女     | 1892年（明治25年）頃        | キャンバス・油彩 |                   | 岐阜県美術館寄託       | フランス留学から帰国直後の作品。 |
| 婦人像           | 1892年（明治25年）頃        | キャンバス・油彩 | 56.1x36.2         | ウッドワン美術館       | |
| 猛虎一声山月高   | 1893年（明治26年）          | キャンバス・油彩 | 136.0x103.1       | 東京芸術大学大学美術館 | 第5回明治美術会展出品。 |
| 猛虎逍遥図       | 不詳                        | キャンバス油彩   | 90.0x130.0        | 神戸市立博物館         | |
| 浦島図           | 1893-95年（明治26-28年）    | キャンバス・油彩 | 122.0x168.0       | 岐阜県美術館           | 第7回明治美術会展出品 |
| 伊藤博文公肖像   | 1903（明治36年）            | キャンバス・油彩 | 65.4x50.3         | 岐阜県美術館           | |
| 木戸孝允像       | 不詳                        | キャンバス・油彩 | 67.0x55.0         | 京都市美術館           | |
| 木戸松子像       | 不詳                        | キャンバス・油彩 | 67.0x55.0         | 京都市美術館           | |
| 旅順港爆沈図     | 1905年（明治38年）頃        | キャンバス・油彩 | 30.3x109.2        | 恵那市                 | |
| 龍虎図           | 1903-06年（明治30年代後半） | 絹本著色         | 大幅              | 静嘉堂文庫美術館       | |
| 富士山           | 1897-1906年（明治30年代）   | 絹本油彩         | 126.7x84.7        | 神奈川県立歴史博物館   | |

## ギャラリー

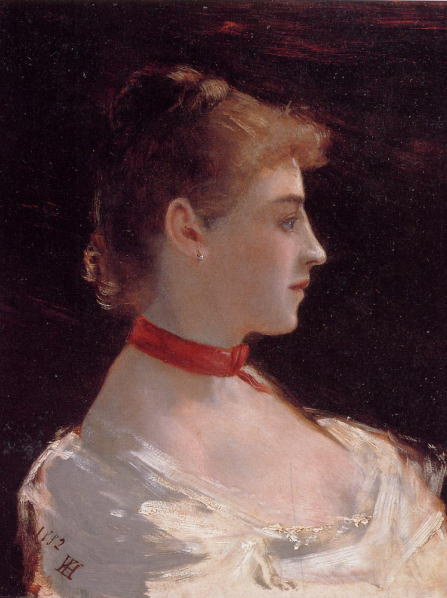
西洋婦人像（東京芸術大学大学美術館）像主は「白い象の伝説」などで知られる女流作家・ジュディット・ゴーティエJudith Gautier）とされる。
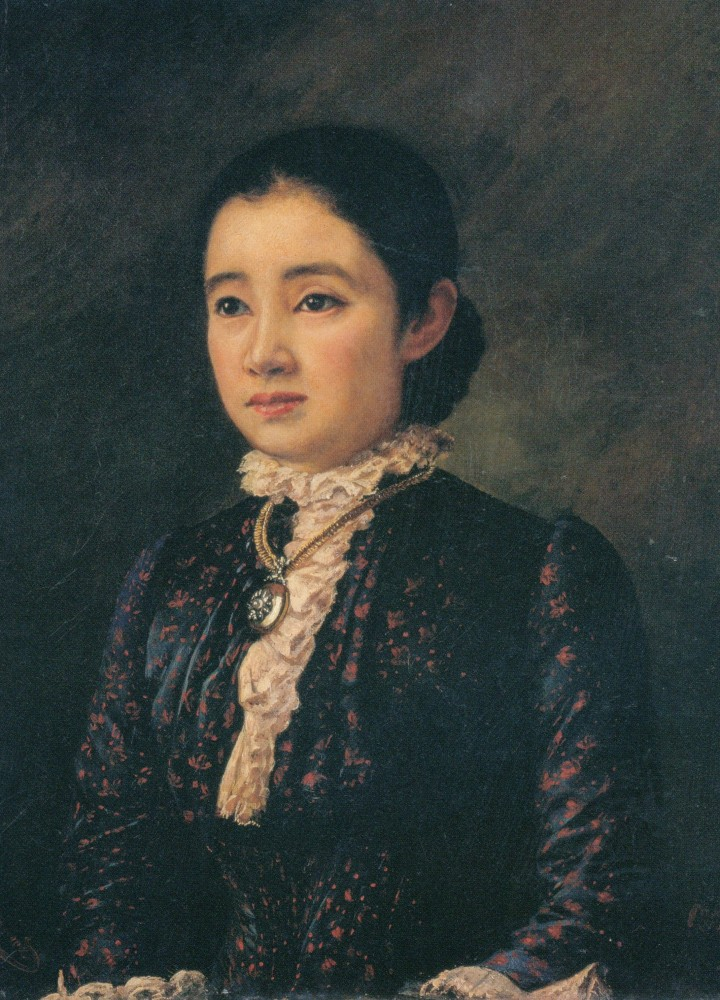
『園田銈像』 1885年 郡山市立美術館
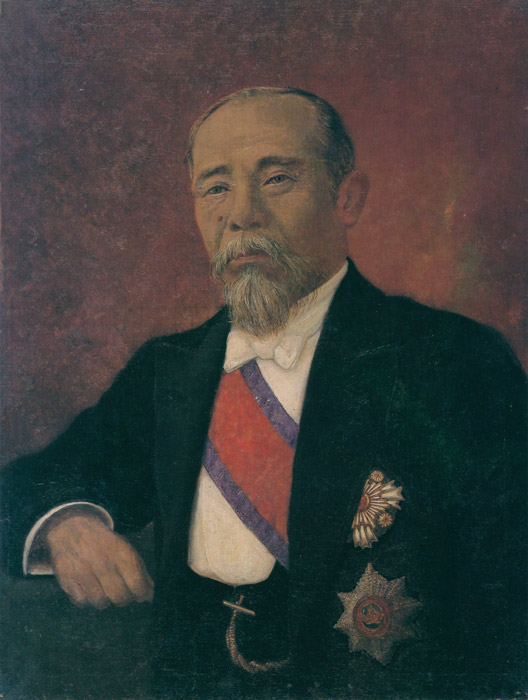
『伊藤博文公肖像』 1903年 岐阜県美術館
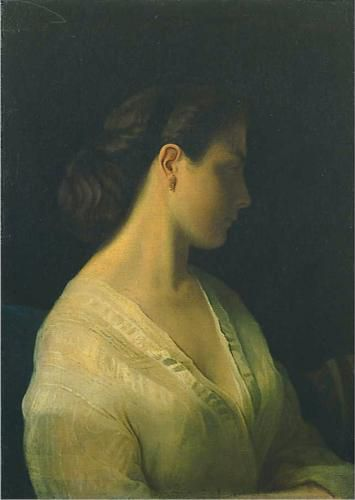
『若い娘の肖像』 1880年頃 岐阜県美術館

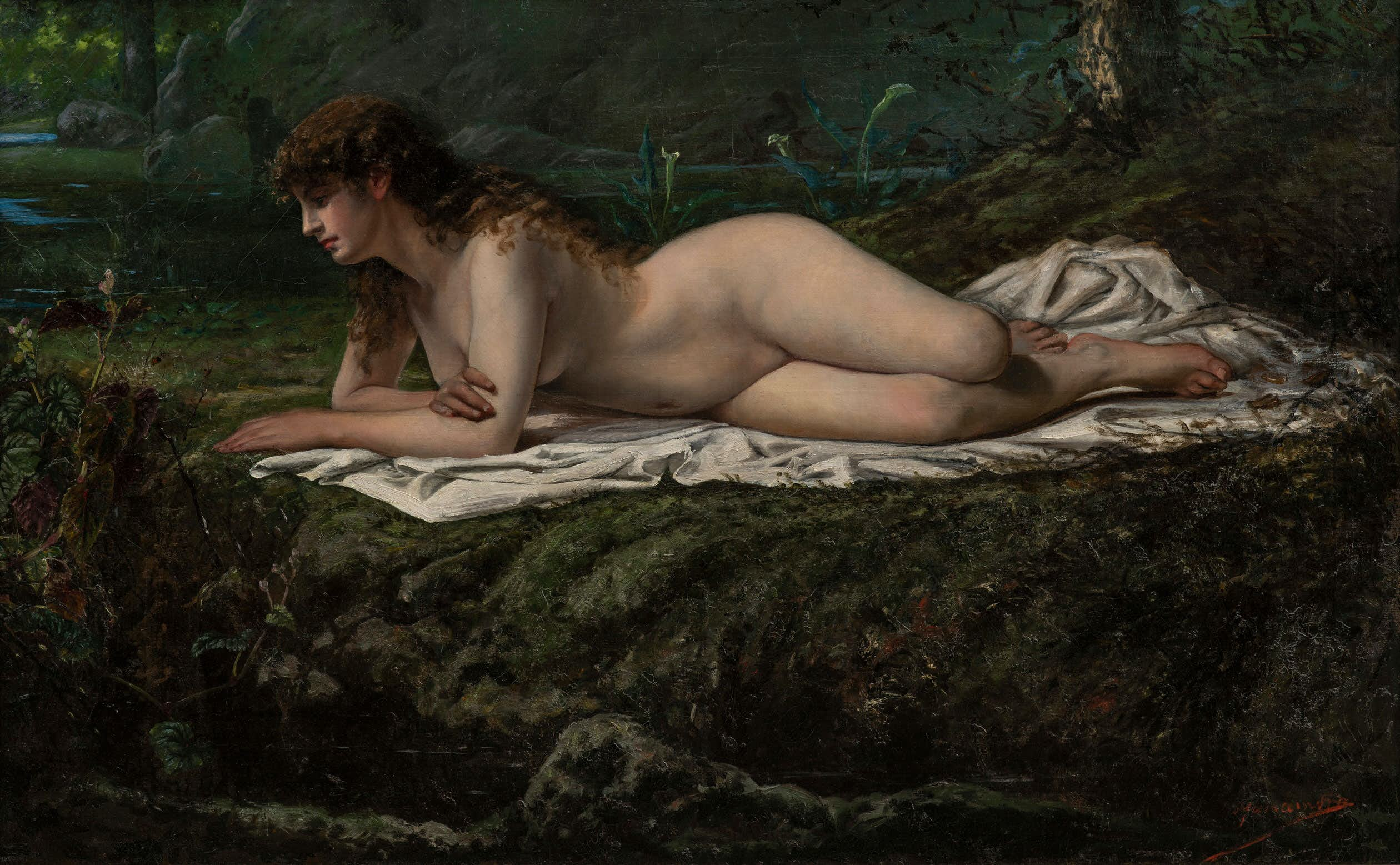
裸婦（岐阜県美術館）
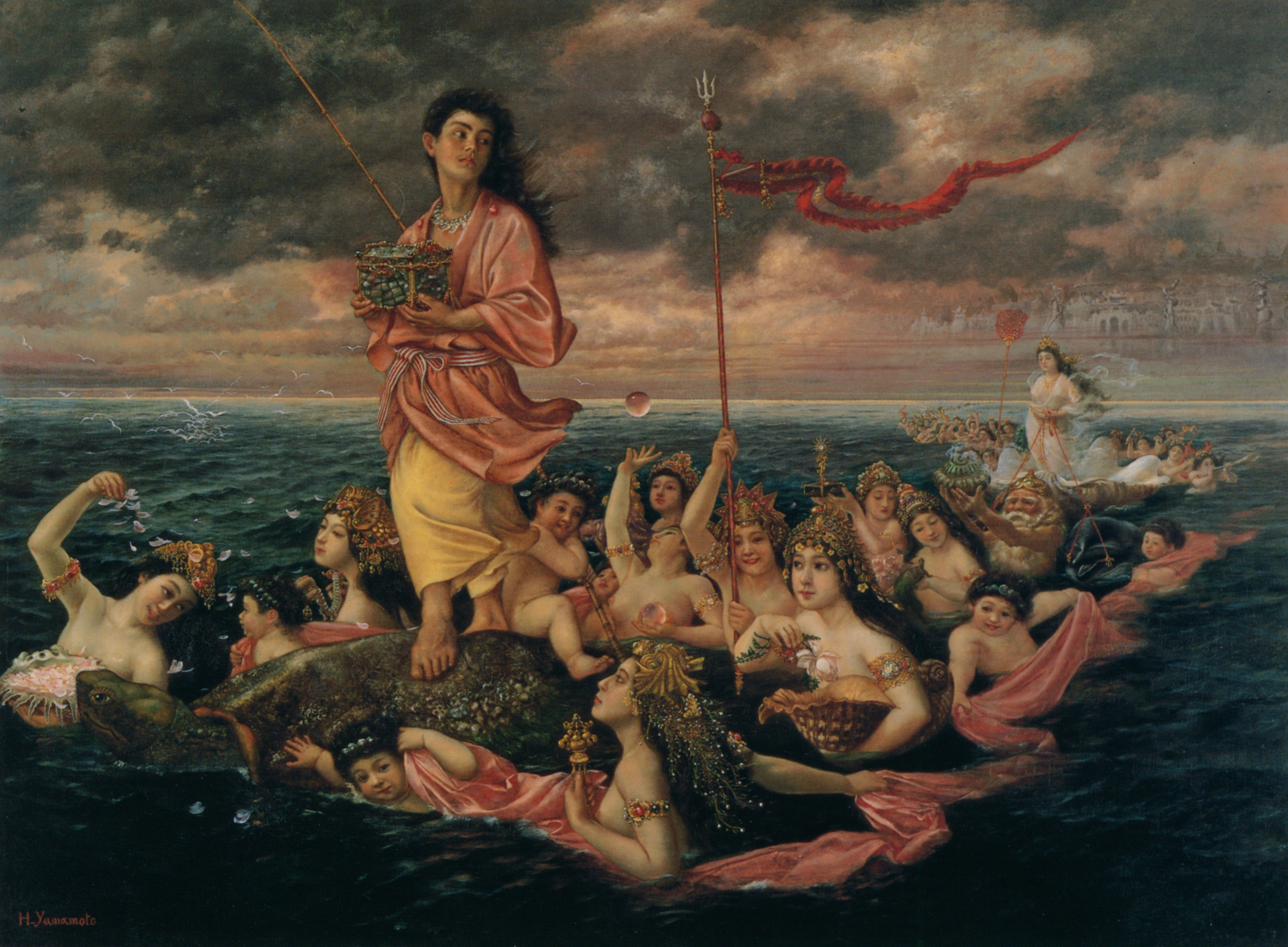
浦島図（岐阜県美術館）
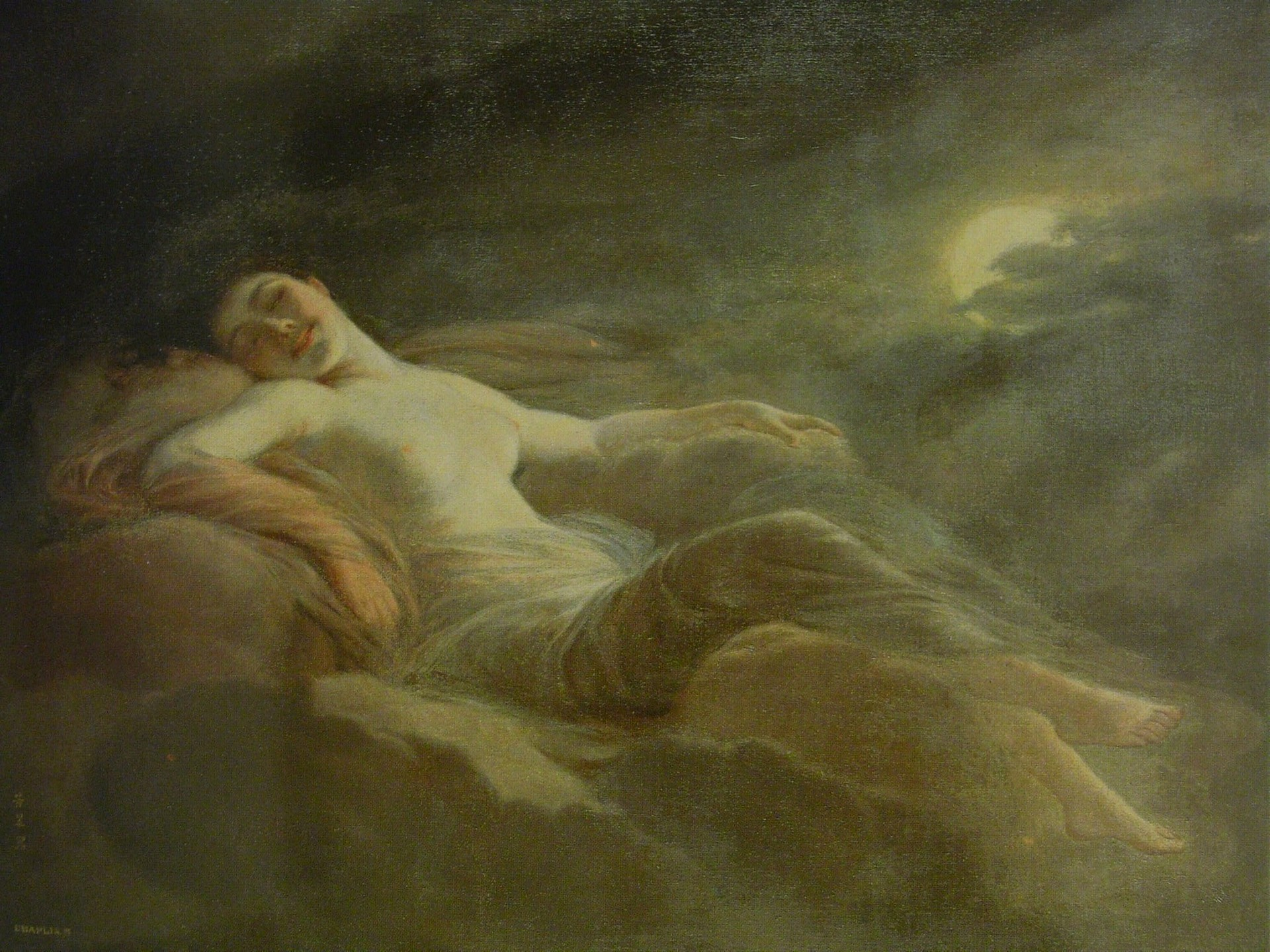
『月下の裸婦』 1882 - 1886年頃 愛知県美術館

## 参考資料
- 『山本芳翠の世界 画集』 郷土出版社、1991年、ISBN 4-87664-061-0
- 坂本一道 著作権代表者 『明治前期油画基礎資料集成 東京芸術大学収蔵作品』 中央公論美術出版、1991年2月、ISBN 4-8055-0210-X
- 古川秀昭 「山本芳翠《浦島図》」（青木茂・酒井忠康監修 『日本の近代美術1 油彩画の開拓者』 大月書店、1993年3月、ISBN 4-272-61031-7）
- 展覧会図録 『山本芳翠の世界展』 大丸ミュージアム1993年4月、丸栄スカイル5月、郡山市立美術館5-7月、岐阜県美術館7-8月
- 佐々木鉱之助 『明治洋画の快男児 山本芳翠』 里文出版、1994年、ISBN 4-947546-69-7

論文
- 児島薫, 原舞子「「癸卯園遊会」関連資料紹介と山本芳翠「活人画」について」『実践女子大学美學美術史學』第23号、2009年3月、(1-21)頁、NAID 120005552800。
- 高階絵里加 「岩崎弥太郎と山本芳翠の《十二支》」（『三菱一号館美術館開館記念展〈2〉三菱が夢見た美術館 岩崎家と三菱ゆかりのコレクション』展図録、2010年、所収）